# Cayos Joulter
Cayos Joulter (en inglés: Joulter Cays) es el nombre que reciben dos pequeñas islas deshabitadas al norte de la isla de Andros en las Islas Bahamas. Arenas olíticas dominan la zona intermareal en torno a las islas pequeñas, que están cubiertas de vegetación. Fueron declarados como parque nacional en 2015.